# Kasos
Kasos (gr. Κάσος) – górzysta wyspa na Morzu Egejskim, należy do archipelagu Dodekanez, w Grecji. Populacja wyspy wynosi 990 mieszkańców (2001). W czasach antycznych wyspa stanowiła bezpieczny port dla Filistynów, i do dziś załogi statków mogą znaleźć bezpieczne schronienie w trakcie sztormu. Oprócz tego wyspa słynęła w starożytności oraz za czasów Otomanów ze swoich marynarzy oraz ludzi związanych z morzem. Kasos nie należała do Grecji aż do roku 1948 kiedy wtedy wyspa została oficjalnie zaanektowana. W swojej historii wyspa należała m.in. do Turcji oraz Włoch. Gmina Kasos obejmuje również okoliczne wyspy z czego największe są Armatia oraz Makronisi. Łączna powierzchnia wyspy wynosi 69,5 km². Na wyspie występują jaskinie oraz złoża gipsu.
Ludność wyspy zajmuje się rybołówstwem.
Leży w administracji zdecentralizowanej Wyspy Egejskie, w regionie Wyspy Egejskie Południowe, w jednostce regionalnej Karpatos, w gminie Kasos.

## Miasta na Kasos
Fri (populacja 335 mieszkańców), Ajia Marina (populacja 393 mieszkańców), Panajia (populacja 17 mieszkańców), Poli (populacja 78 mieszkańców), Arwanitochori (populacja 167 mieszkańców)
Fri jest stolicą wyspy, posiada największy na wyspie port. Natomiast Ajia Marina jest największym miastem wyspy, posiada własne lotnisko, które jest wystarczająco duże, aby mogły na nim lądować samoloty ATR 42.